# Karl-Heinz Naßmacher

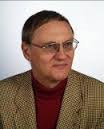
Karl-Heinz Naßmacher

Karl-Heinz Naßmacher (* 20. Februar 1941 in Danzig) ist ein deutscher Politikwissenschaftler. 1975 wurde er zum Professor für Politikwissenschaft an der Universität Oldenburg berufen, wo er bis zu seiner Emeritierung im Jahr 2008 forschte und lehrte. Seine Forschungsschwerpunkte liegen in den Bereichen westliche Demokratien, Kommunalpolitik und Parteien (insbesondere Parteienfinanzierung).

## Leben
Nach seinem Abitur in Krefeld (1960) studierte Naßmacher Bankbetriebslehre, Volkswirtschaftslehre, Rechtswissenschaften und Politikwissenschaft an der Universität zu Köln und der Pennsylvania State University. 1965 erhielt er von der Universität zu Köln den akademischen Grad eines Diplom-Kaufmann. Zwei Jahre später wurde er promoviert, ebenfalls an der Universität zu Köln. Thema der Dissertation: „Das österreichische Regierungssystem“. 
Nach Stellen als wissenschaftlicher Assistent an der Universität zu Köln (1965–1968) war er an der Heimvolkshochschule Bergneustadt der Friedrich-Ebert-Stiftung (1969–71) sowie der PH Rheinland, Abt. Wuppertal (1971–1972) und der Sozialakademie Dortmund (1972–1975) tätig, bis er 1975 an die Carl von Ossietzky Universität Oldenburg berufen wurde. 1982 nahm er eine Gastprofessur an der Universität Salzburg wahr. 
Als Sachverständiger war er in der Enquete-Kommission „Kommunales Verfassungsrecht“ des Niedersächsischen Landtags (1991–94), als Mitglied in der von Bundespräsident Herzog berufenen Parteienfinanzierungs-Kommission (1995–99) und als Vorsitzender im Research Committee „Political Finance and Political Corruption“ der International Political Science Association (1994–2000) tätig.
Naßmacher war verheiratet mit Hiltrud Naßmacher.

## Schriften
Hier sind nur die wichtigsten Publikationen aufgeführt. Eine ausführliche Liste kann auf den Seiten der Carl von Ossietzky Universität gefunden werden (siehe Weblink).
- Das österreichische Regierungssystem Köln (Westdeutscher Verlag) 1968; ohne ISBN.
- Demokratisierung der Europäischen Gemeinschaften Bonn (Europa Union Verlag) 1972; ohne ISBN.
- Politikwissenschaft I Düsseldorf (Werner Verlag) 3. Aufl. 1977; ISBN 3-8041-2712-6.
- Politikwissenschaft II Düsseldorf (Werner Verlag) 2. Aufl. 1974; ISBN 3-8041-2714-2.
- Kommunalpolitik und Sozialdemokratie Bonn-Bad Godesberg (Verlag Neue Gesellschaft) 1977; ISBN 3-87831-237-7.
- Parteien im Abstieg. Wiederbegründung und Niedergang der Bauern- und Bürgerparteien in Niedersachsen Opladen (Westdeutscher Verlag) 1989; ISBN 3-531-12084-0
- Bürger finanzieren Wahlkämpfe Baden-Baden (Nomos Verlag) 1992; ISBN 3-7890-2760-X.
- Banken in Deutschland Opladen (Leske+Budrich) 1998 (mit Heinrich vom Stein, Hans-E. Büschgen u. a.); ISBN 978-3-8100-1696-6.
- Foundations for Democracy Baden-Baden (Nomos Verlag) 2001; ISBN 3-7890-7340-7.
- Kommunalpolitik in Deutschland Opladen (Leske+Budrich) 2. Aufl. 2007 (mit Hiltrud Naßmacher); ISBN 978-3-531-15211-0.
- Nachhaltige Wirtschaftspolitik in der parlamentarischen Demokratie. Das britische Beispiel Wiesbaden (VS Verlag für Sozialwissenschaften) 2009 (mit Hiltrud Naßmacher); ISBN 978-3-531-16376-5.
- The Funding of Party Competition Baden-Baden (Nomos Verlag), 2009; ISBN 978-3-8329-4271-7.